# Dương Nghiệp
Dương Nghiệp (chữ Hán: 楊業; ? - 986) hay Dương Kế Nghiệp (楊繼業), tên thật là Dương Trọng Quý (楊重貴), là một nhà quân sự cuối thời Ngũ đại Thập quốc, khai quốc công thần triều Bắc Tống, người khởi đầu cho truyền thống quân sự của Dương gia tướng.

## Tiểu sử
Dương Nghiệp sinh tại vùng Lân Châu thuộc Tân Tần (nay là Thần Mộc, Thiểm Tây, Trung Quốc). Cha của ông là Dương Tín (楊信), thứ sử Lân Châu thuộc nhà Hậu Hán. Thời niên thiếu Dương Nghiệp theo hầu Lưu Sùng, tiết độ sứ Hà Đông. Năm 951, Lưu Sùng lập nhà Bắc Hán, Dương Nghiệp được phong làm tiết độ sứ ở vùng ngày nay là huyện Đại, Sơn Tây và được ban quốc tính tức Lưu Kế Nghiệp. Dương Nghiệp được Lưu Sùng cử đóng quân ở mặt Bắc để phòng nhà Liêu, nhưng thực tế, Dương Nghiệp hầu như đảm nhận phòng vệ hầu hết Bắc Hán.
Thuở nhỏ, Nghiệp không đọc văn thư nhiều, mà lại đọc binh thư, còn nuôi ưng điểu và chó săn, học binh pháp và cung tiễn, thường đi săn thú rừng. Khi nào đi săn, cũng đem về thú rừng loại to, khiến cha mẹ nở mặt. Nghiệp dùng chim ưng và chó săn như tướng dùng binh sỹ, nên Dương Tín cho rằng con trai sẽ thành đại nghiệp. Con trẻ trong vùng, ai cũng kính nể Nghiệp.
Khi đã trưởng thành, Chiết gia ở Vân Trung nghe danh Nghiệp đánh Khiết Đan, gả cho con gái Chiết Tái Hoa (佘賽花), đương thời hậu thế hãy gọi là Chiết thái quân (佘太君). Trong các tác phẩm văn hóa, họ Chiết thường bị dịch sai thành Xa hay Dư, do vậy mà thành lệ. Nghiệp giỏi binh nghiệp, nổi tiếng ở Tây Bắc; cả Bắc Tống lẫn Bắc Hán đều ham muốn. Nghiệp đầu quân Bắc Hán, nhưng lòng thì cứ muốn Thái Nguyên về với Tống triều.

## Phục vụ cho Bắc Hán
Khi Tống Thái Tổ tiêu diệt dần các quốc gia chư hầu, Dương Nghiệp vẫn kiên trì chiến đấu, được phong làm Kiến Hùng tiết độ sứ. Năm 963, Dương Nghiệp bị một tướng lĩnh trẻ tuổi nhà Tống là Kinh Tự (荊嗣) đánh bại ở sông Bạc Phần. Nghiệp tuy chống Tống bại nhiều hơn thắng, nhưng chủ yếu hay chặn đứng cầu đường, ngăn trở quân Tống, tập kích ban đêm, tất cả đều mang tính chất linh hoạt của kỵ binh. Dương Nghiệp, tuy phò trợ Bắc Hán, nhưng lại luôn khuyên Hà Đông hoà hoãn với Trung Nguyên mà đề phòng Liêu, tư tưởng "Di Hạ Đề Phòng" luôn đi đầu. Vả chăng, những năm này, kỵ binh viện trợ của Liêu luôn bị quân Tống đánh bại, cũng khiến nhiều người có suy nghĩ tương tự.
Năm 979, Tống Thái Tông bắc phạt thành công, khi vua Bắc Hán là Lưu Kế Nguyên đầu hàng, ông mới chịu hàng Tống, và được phong chức đại tướng quân đóng ở Tịnh Châu, Thái Nguyên để cùng với Phan Mỹ đề phòng mặt Bắc cho nhà Tống. Sử ghi chép rằng, quân Tống hạ được Thái Nguyên, bắt được Lưu Kế Nguyên, nhưng Nghiệp vẫn kiên trì chống chọi, chỉ khi Kế Nguyên đến khuyên hàng mới chảy nước mắt, cởi giáp hàng Tống, khiến thiên hạ nể phục.
Khi Tống Thái Tông thất bại trong chiến dịch phạt Liêu và phải trốn về Quan Nam, Dương Nghiệp đã đem hết 3 vạn kỵ binh Dương Gia Quân ra đánh lui quân Liêu của Da Luật Tà Chẩn, đánh thắng vài trận, khiến truy binh của Liêu phải lui trong thảm bại, làm Thái Tông ấn tượng.

## Dưới Thời Bắc Tống
Năm 980 (tức năm Thái Bình Hưng Quốc thứ 5 thời Tống Thái Tông), Liêu Cảnh Tông phái 10 vạn quân Liêu tấn công Nhạn Môn Quan nhưng Dương Nghiệp dùng kì binh quân Tống phối hợp với Phan Mỹ đánh cho đại bại, danh tiếng lẫy lừng của Dương Nghiệp khiến ông có tên gọi Dương Vô Địch. Chiến thắng ở Nhạn Môn Quan gây nên thanh thế lớn cho Dương Gia Quân, khiến người Liêu nghe tên ông thì sợ hãi.
Năm 982 (Thái Bình Hưng Quốc năm thứ 7), Liêu Cảnh Tông băng, con trai còn nhỏ lên ngôi, Tiêu thái hậu xưng chế, lập tức phái 10 vạn quân Khiết Đan đánh Nhạn Môn Quan. Tức giận trước sự ngang ngược của người Liêu và thất bại của quân Tống tại Ngõa Kiều Quan trước đó, Dương Nghiệp vòng ra ngả sau của trại Liêu như lần trước, cùng quân của Phan Mỹ đánh ép hai phía, quân Liêu đại bại. Biết người Liêu không đau không ngừng, ông dẫn theo quân thiết kỵ, đuổi đánh người Liêu bén gót, đánh sang đất Liêu, chém ba ngàn thủ cấp, hạ 36 đài bảo, bắt sống một vạn già trẻ, năm vạn bò ngựa. Người Liêu từ đây thấy hiệu kỳ của Dương Nghiệp lập tức phải bỏ chạy, không dám tấn công lãnh thổ nhà Tống trong vòng tám năm liền.

## Bị Nghi Kỵ Bởi Biên Tướng
Đáng chú ý, trong hai lần kháng Liêu, ông luôn là trọng tâm, chủ ý luôn luôn đem quân chủ động tấn công Liêu quân xâm lược. Trong khi Phan Mỹ luôn chủ động phòng ngự, Dương Nghiệp luôn chủ động tấn công. Điều này khiến Phan Mỹ cùng biên tướng liên tục hoảng sợ và dè dặt, mặc dù Dương Nghiệp luôn luôn đại thắng.
Vì lẽ đó, đã có không ít lần Mỹ ngầm viết thư cho Thái Tông, tấu rằng Nghiệp hay lập công, hay khinh suất. Thái Tông, tuy vậy, không những không thèm để ý, lại còn gửi thẳng thư cho Nghiệp. Một mặt, các sử gia coi là Thái Tông tin tưởng Dương Nghiệp, nhưng mặt còn lại, không khác gì đánh tiếng là ông đang bị theo dõi, quan sát, dụng ý muốn răn dạy ông.

## Ung Hy Bắc Phạt
Năm 986, Hạ Hoài Phổ dâng sớ xin Bắc Phạt, Tống Thái Tông phái Phan Mỹ và Dương Nghiệp tấn công nước Liêu, theo đường Nhạn Môn Quan đánh Vân Châu, mệnh là Tây Lộ. Quân của Mỹ liên tục chiến thắng, công đều là do Nghiệp. Biên tướng của Liêu, nghe tin Nghiệp và trưởng tử là Diên Lãng (tức Diên Chiêu) tới chân thành là vội đầu hàng, hoặc bị đánh tan tác. Công lao Tây Lộ, hết thảy thuộc về Nghiệp.
Tuy vậy, quân Đông Lộ đó Tào Bân phải vào tuyệt lộ, thất bại thảm hại. Trung lộ của Điền Trọng Tiến cũng phải rút lui. Trong lúc Tây Lộ sắp vượt Tang Càn hà, Phan Mỹ phải dẫn quân đi bảo vệ Phi Hồ Lĩnh, vốn của Trung Lộ quân đang đào thoát. Phan Mỹ tuy vậy thất bại.
Biết thế quân Liêu đang hăng, Ngiệp hiến kế lấy kỵ binh làm thanh viện, di dời bách tính về nội địa Đại Tống, rồi dùng cung nỗ quân diệt sạch quân Liêu, khiến chúng không thể phản công. Tuy vậy, Giám Quân là Vương Sân lại chỉ trích Nghiệp và khích ông phải xuất quân, "Quân hầu có vạn tinh binh, sao không xuất quân sát địch, liệu là hai lòng chăng?" Nghiệp uất ức, đành phải xuất quân. Khi đi, chỉ có Hạ Hoài Phổ theo hiệp trợ, nhưng quân không đầy ba vạn, thập tử nhất sinh quả nhiên tương ứng vậy.
Dương Gia Quân giao chiến với Da Luật Tà Chẩn và Hề Đệ hơn nửa ngày, bỗng bị mai phục, phải chạy về Nam. Đến Trần Gia Cốc, không thấy phục binh của Tống đâu, Nghiệp chỉ còn ấm ức khóc hận. Quân nay còn không đầy một nửa, Hạ Hoài Phổ cũng đã tử trận, Nghiệp kêu binh sỹ hãy bỏ về Nam, "Các ngươi còn phụ mẫu thê tử, hãy về hồi báo hoàng ân, đừng ở đây chết cùng ta." Chúng tướng sỹ khóc chảy nước mắt, nhưng không ai bỏ chạy.
Nghiệp cùng Dương Gia Quân tung hoành thêm trọn một ngày, đến nỗi bộ tướng Vương Quế cùng con là Dương Diên Ngọc đều chết cả, mà vẫn không hàng. Bì tướng chịu chết để Nghiệp thoát thân, nhưng chỉ chạy đến Sóc Châu. Trốn trong rừng được khoảng một ngày trời, Da Luật Hề Đệ tìm thấy được. Nghiệp giết thêm được hơn chục lính Liêu thì bị Hề Đệ bắn chết chiến mã, giằng co một hồi thì bị bắt sống.

## Bỏ Thây Nơi Xứ Người
Nghiệp bị bắt, đã đói hơn mấy ngày, bị thương hơn chục chỗ, yếu ớt đi hẳn, vậy mà quân Liêu vẫn sợ hãi. Tà Chẩn thấy đã bắt được, quát mà rằng, "Ngươi cùng với Đại Liêu đã giao chiến ba mươi năm có hơn, hôm nay như vầy, còn gì để nói?" Nghiệp thở dài mà rằng, "Thế này thì còn gì ngoài cửa tử? Hoàng thượng khai ân, ta từ là hàng thần Bắc Hán đến bậc đại tướng, lại không thể kháng địch báo hoàng ân, bị gian thần hãm hại, khiến vương sư thất trận, đều là đại tội. Sống làm chi?" Thấy ông bất khuất, chỉ còn có thể bắt ông về. Tống triều có bao nhiêu tướng soái, chỉ có ông là khiến cho Liêu đình bị thiệt hại nhiều nhất, được xưng là danh tướng, tới nay thì bại trận thảm thương, bị bắt giữ đem về Thượng Kinh.
Tuyệt nhiên, ông không nói thêm lời nào, chỉ tức giận tuyệt thực. Tuy vậy, đó bị thương nặng khắp người, lại còn không ăn uống hay chịu chăm sóc, ba ngày sau, Dương Nghiệp qua đời, không rõ thọ bao nhiêu tuổi, do có sách ghi ông sinh thập niên 920, có sách ghi ông sinh thập niên 930, nên có nguồn nói ông thọ 56, hơn kém cũng có.

## Phía Đại Liêu
Quân Liêu trảm và đem đầu ông về cho Tiêu thái hậu và Liêu Thánh Tông. Họ mừng rỡ đến mức đã cúng dường Khải Long tự ở Thượng Kinh trong vòng cả tháng trời, bố thí cho hơn vạn tăng nhân. Đầu của ông bị đem đi tế thái miếu, rồi đem đi giam trong một ngôi miếu ở Cổ Bắc Khẩu, gần Yên Kinh, để trấn quân Tống. Các sứ Tống sang Liêu là Lưu Chương, Tô Trạch, và Thẩm Quát đều có viếng thăm, đều có viết thơ tán thưởng, ca ngợi, và tiếc thương. Miếu được gọi là Dương Vô Địch Miếu, từ đó về sau đều được cúng bái hàng năm, thậm chí đại tướng Từ Đạt của nhà Minh, sau khi đã chiếm được Trung Nguyên, cũng đã đến bái lạy. Tuy nhiên, Liêu đình dùng cớ Dương Nghiệp đã "mồ yên mả đẹp" mà không chịu trả hài cốt của Nghiệp, khiến cho hậu duệ Dương gia vì thế mà thù truyền kiếp, từ đời Diên Chiêu cho đến Văn Quảng.

## Phía Đại Tống
Người con trai trưởng của ông là Dương Diên Chiêu, trong trận Trần Gia Cốc, khi hồi triều đã lên tiếng với Thái Tông, vạch tội một loạt đại thần, trong đó có Vương Sân, Phan Mỹ, và Lưu Văn Dụ, chỉ trích họ vì đã để Dương Nghiệp bỏ mạng nơi chiến địa. Cả ba đều bị lưu đày và lột chức; Mỹ thì bị đày ra bắc biên, tước ba trật; Sân thì đày Kim Châu, rồi biến mất; Văn Dụ đày Đăng Châu, rồi cũng không rõ tung tích. Thái Tông đích thân viết điếu văn cho Nghiệp, trọng thưởng Dương gia, phong là Kiểm Hiệu Thái Uý, Đại Đồng Quân Tiết Độ Sứ, để trống ngôi Thái Uý tới tận thời Tống Huy Tông. Sáu người con trai của Nghiệp cũng được phong quan, mà chỉ có Diên Chiêu là nối nghiệp tướng môn oai hùng của ông.